# Evangelische Pfarrkirche (Winden)
Die denkmalgeschützte Evangelische Pfarrkirche der Ortsgemeinde Winden (Verbandsgemeinde Kandel) steht an der örtlichen Kirchstraße im Kreis Germersheim (Rheinland-Pfalz). Sie ist gemeinsam mit der Evangelischen Pfarrkirche in Minfeld Kirche der Protestantischen Kirchengemeinde Minfeld–Winden und gehört zum Kirchenbezirk Bad Bergzabern der Evangelischen Landeskirche der Pfalz.

## Beschreibung

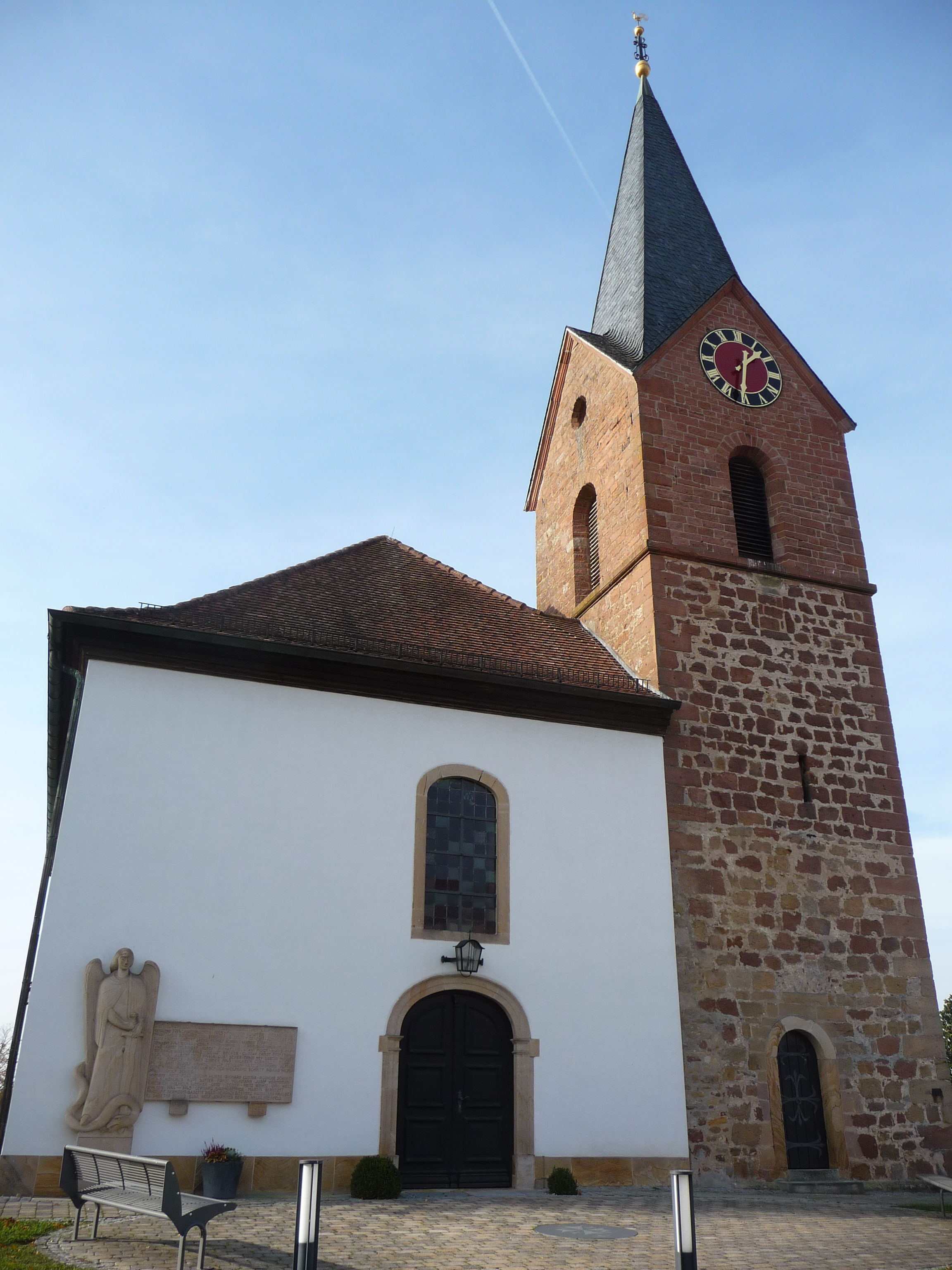
Der später hinzugekommene Turmhelm hebt sich visuell deutlich vom spätgotischen Turmstumpf ab.

Bei dem Kirchengebäude handelt es sich um einen nach Westen gerichteten vierachsigen Saalbau im Stil des Barock. Im Osten befindet sich der Kirchturm mit spätgotischem Rumpf und Turmhelm aus dem 19. Jahrhundert. Die West- und Nordmauer der Kirche sowie die Rundbogenfenster und das Südportal stammen aus der mittelalterlichen Vorgängerkapelle.
Im Inneren ist das Bild der Kirche von zwei großen Emporen geprägt. Außerdem befindet sich dort ein spätgotischer Taufstein vom Anfang des 16. Jahrhunderts. Das Becken ist mit Kreuzbögen verziert.

## Geschichte

### Mittelalter
Die erste Erwähnung einer Kapelle in Winden stammt wie die Ersterwähnung der Gemeinde aus dem Jahr 1253. In 1465 ist ein Streit um die Kosten für die Neueindeckung des baufälligen Kapellendaches mit dem Kloster Heilsbruck als Erbauer belegt. Um das Jahr 1500 wird ein Turm neben der Kapelle errichtet (heutiger Turmstumpf).

### Neuzeit
Im 16. Jahrhundert wendet sich Winden und damit auch die Kapelle der Reformation zu. Im Jahr 1545 ist in Winden der erste lutherische Pfarrer Valentin Morgenbrod belegt. Formal werden Winden und Hergersweiler im Jahr 1556 lutherisch. Das reformierte Bekenntnis wird 1588 in beiden Orten eingeführt.
Im Dreißigjährigen Krieg wird Winden zweimal in den Jahren 1623 und 1630 geplündert und dabei massiv verwüstet. Dies hatte zur Folge, dass Winden im Jahr 1640 fast unbewohnt und die Kapelle stark beschädigt war. Ab 1660 siedelten sich in Winden protestantische Hugenotten an, die erneut eine reformierte Gemeinde gründeten. Daraufhin entstand erneut ein jahrzehntelanger Streit mit dem Kloster Heilsbruck um eine Finanzierung der aufgrund der Zerstörung erforderlich gewordenen Reparaturen.
In den Jahren 1744–1745 wurde die mittelalterliche Kapelle abgebrochen und das heutige Kirchenschiff neu erbaut. Hierfür kamen zunächst die Windener Gemeindemitglieder auf. Später wurden ihnen die Kosten nach einer Auseinandersetzung vor Gericht durch die Heilsbrucker Verwaltung erstattet. Eine Erweiterung der Kirche erfolgte 1822. Der heutige Turmhelm wurde 1865 auf den gotischen Stumpf aufgesetzt. Parellel wurden im selben Jahr zwei bunte Bleiglasfenster beidseits der Kanzel eingebaut, von denen eines im Zweiten Weltkrieg zerstört wurde.

### 20. Jahrhundert bis heute
Zu Beginn des 20. Jahrhunderts wird in den Jahren 1907–1910 eine Innen- und Außenrenovierung des Kirchengebäudes vorgenommen. Später wurden im Ersten Weltkrieg zwei der Kirchenglocken beschlagnahmt. Als Ersatz wird 1923 eine neue Glocke geweiht. Drei weitere Glocken kamen im Jahr 1954 hinzu. Der sich heute wieder in Verwendung befindliche gotische Taufstein wurde 1920 in einem in unmittelbarer Nähe liegenden Bauerngehöft gefunden. Seit 1956 befindet er sich wieder in der Evangelischen Pfarrkirche. Im gleichen Jahrzehnt wird 1959 die Empore ausgebaut und ein flämischer Kronleuchter eingebaut.
Sanierungen, Renovierungen und Umgestaltungen der Kirche erfolgten in den Jahren 1969 (Innenrenovierung), 1975–76 (Turmsanierung), 1992–1993 (Dach- und Fassadenrenovierung), 2008 (Innenrenovierung und Teilneugestaltung) und 2010 (Neugestaltung Kirchenvorplatz).

## Orgel
Die heutige Orgel wurde im Jahr 1993 von Winterhalter Orgelbau gebaut. Sie verfügt über 11 Register auf einem Manual und Pedal. Er verwendete zum Bau des Instruments das historische Gehäuse sowie die vorderen Prospektpfeifen der 1754 von Johann Michael Hartung gebauten Vorgängerorgel. Diese wurde zuvor bereits einmal im Jahr 1903 von E.F. Walcker & Cie. durch eine pneumatische Orgel ersetzt (op. 1079).
Die Disposition der heutigen Orgel lautet:
| Manual C–d3 |        |
| Gedackt     | 8′     |
| Solitional  | 8′     |
| Prinzipal   | 4′     |
| Floet       | 4′     |
| Quint       | 3′     |
| Oktav       | 2′     |
| Terz        | 1 3⁄5′ |
| Mixtur III  | 1 ⁄2′  |
| Tremulant   |        |

| Pedal C–d1 |     |
| Subbass    | 16′ |
| Oktavbass  | 08′ |

Die Spiel- und Registertraktur sind mechanisch. Die Windladen sind als Schleifladen ausgeführt.
- Koppel: Pedalkoppel